# Міш (сир)
Міш — традиційний єгипетський сир, який виготовляється шляхом бродіння солоного сиру протягом декількох місяців або років.
Міш може бути схожий на сир, який був знайдений в гробниці фараона Першої династії Хор Аха в Саккарі, від 3200 до н. е. Його переважно готують у домашніх умовах, хоча іноді його можна знайти на місцевих ринках. Селяни використовують його як основний харчовий продукт. При дозріванні він жовтувато-коричневого кольору, а на смак — гострий і солоний.

## Виготовлення
Міш зазвичай виготовляється із сиру каріш. Сир висушують, промивають і нашаровують сіллю в глиняній баночці. Посудину заповнюють травильним розчином сколотин, кислим молоком, сироваткою, червоним і зеленим перцем. Трохи старого мішу додається, щоб почалося бродіння. Потім сир поміщається в герметичний контейнер і залишається на рік або більше і зберігається за температури навколишнього середовища. Контейнер може відчинятися, так що якась частина сиру може бути залучена для вживання, а якісь інгредієнти додані. Також немає обмежень для міша за віком.

## У популярній культурі
Фраза «Воно всюди, як і міш» означає, що щось є дуже поширеним. Вислів «Черви міша виникають з нього» означає, що це проблема, яка не може бути розв'язана, але не варто про неї турбуватися (під червами маються на увазі крихітні личинки сирної мухи, що часто розмножуються в міші, але не є небезпечними).